# Oxana Pal
Oxana Pal (russe : Оксана Паль) est une joueuse de handball russe, née le 17 mars 1980.

## Palmarès
- Championne d'Autriche en 2005 avec Hypo Niederösterreich
- Vainqueur de la Coupe de France en 2010 avec Metz Handball
- Vainqueur de la Coupe de la Ligue en 2010 avec Metz Handball